# Couratari longipedicellata
Couratari longipedicellata är en tvåhjärtbladig växtart som beskrevs av William Antônio Rodrigues. Couratari longipedicellata ingår i släktet Couratari, och familjen Lecythidaceae. IUCN kategoriserar arten globalt som sårbar. Inga underarter finns listade i Catalogue of Life.